# 全身タイツフェティシズム

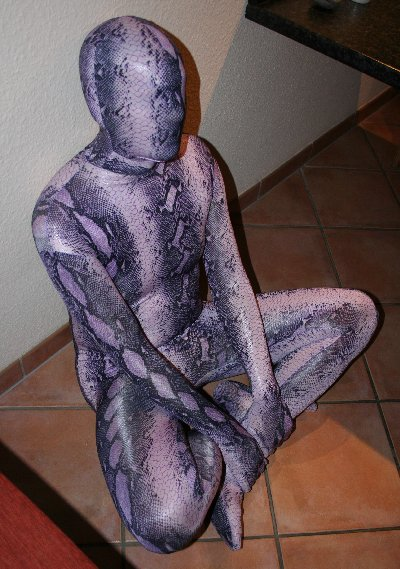
開口部がなく、蛇肌全身タイツの着用例

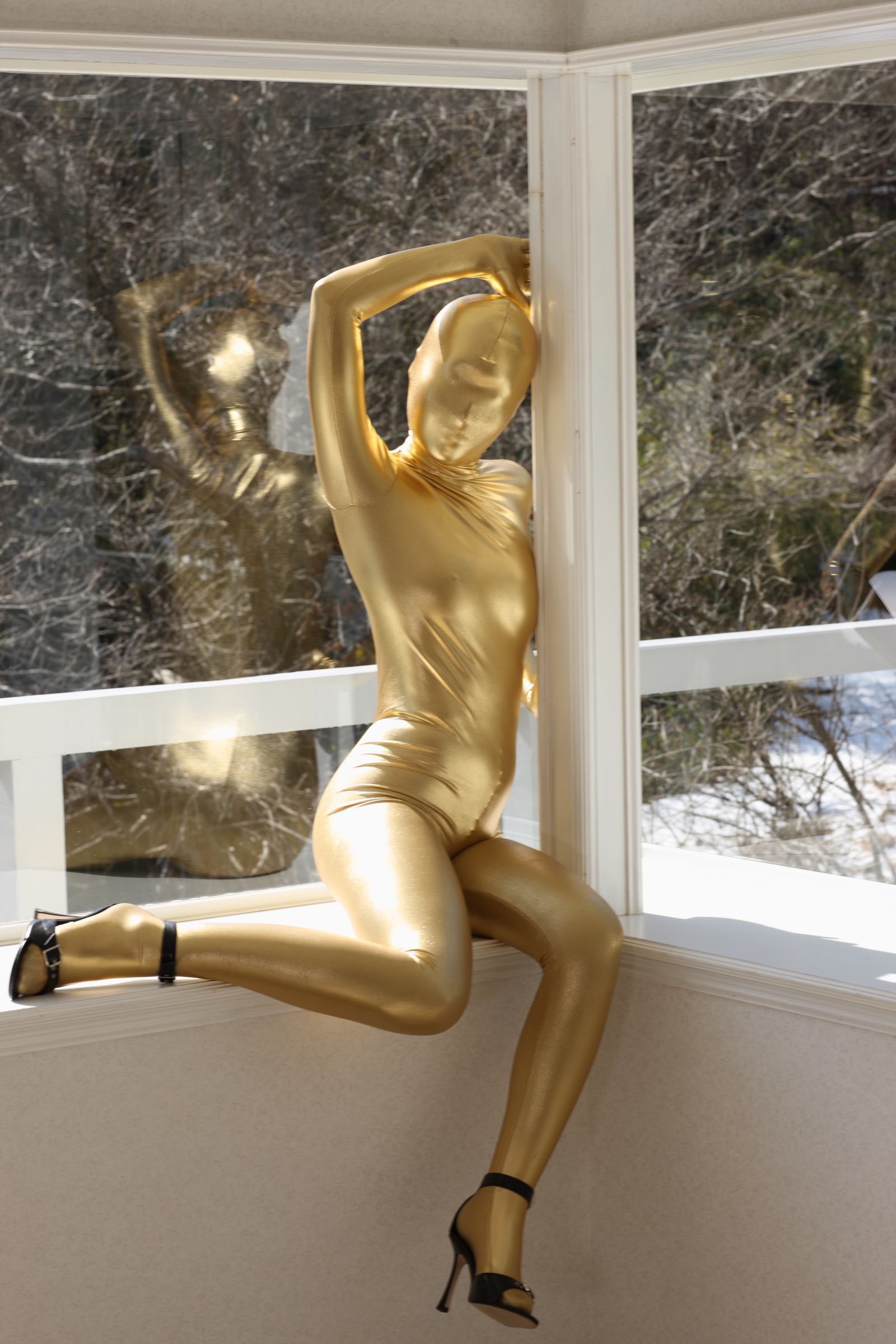
全身タイツを着用した女性の例

全身タイツフェティシズム（ぜんしんタイツフェティシズム）とは、フェティシズムの一種。他者、または自分自身を、顔の部分も覆われた全身タイツで覆う、あるいは着飾るようなものを指す。全身タイツフェチ・ゼンタイフェチと称されることも多い。欧米ではSpandex fetishism（Spandexは合成繊維の名称）と呼ぶ。

## 概要
全身タイツ姿を好んで見ること、あるいは自ら着ることにより、性的興奮を得る者のことを「全身タイツフェチ」もしくは「ゼンタイフェチ」と称されている。外見上は素肌とは別の感覚を得ることが出来、人間とは別の生命体のように見えるという。またタイツの色彩も黒色や紺色だけでなく、明るい色、迷彩色、渦巻き模様など様々な種類が存在している。また頭部まですっぽり覆うタイプでは、顔のほか目や口だけが露出しているタイプのほか、全く地肌が見えない全身タイツも存在する。着用中に目や口の部分が開閉できるもの、下腹部が開閉できるものや、性器の形状にフィットするものなど、様々なギミックを持つものが存在する。着用方法であるが、背中にあるチャックから身体を入れるが、股下にあるチャックから入るもの（脚はブーツのようにチャックする必要がある）もある。
全身タイツは、タイツ生地やレオタード用の生地で作られるため、独特の光沢が生まれる。また伸縮性に優れているため、着用時に体の曲線が出やすく、着用時に一定の圧迫感、拘束感が生じる。特に着用者が女性の場合には女性独特のボディラインが強調されるため、そこに性的興奮を感じるという者もいるという。また着用者同士が接触すると、その独特の感覚を堪能できるという主張も存在する。しかし、タイツの生地は布地の構造により水や空気を透過し、生地の網目部分に水分が滞留しやすい。
このような特徴を持つ全身タイツは、主に身体を完璧なまでに包み覆うことを欲する者、自らを無機な物としたい欲求に駆られる者にとって、自らのフェティシズムを満たす衣服として受け入れられていった。その一つの到達点が「頭部も同じタイツ生地で覆う」という行為である。全身タイツの本来の使用目的から明らかに逸脱するこのような造形は、全身タイツを通常の衣服から、フェティシズムのためのアイテムと位置づけるのに非常に有効な要素だったと言えよう。
また、ラバーフェチが使用するゴム製の服では呼吸確保の問題のために決して実現できなかった、人間の全身を完全に覆う行為（トータル・エンクロージャー）が、全身タイツの持つ空気透過性により実現可能になったという事実も特筆すべきである。一方で、生地の水分滞留性を逆手に取り、全身タイツを着た状態でシャワーを浴びる、ローションを塗るなどの行為により、呼吸制御を標榜するフェティシズムの充足に使用できるという側面も生まれている。
さらに、元々タイツ生地やレオタード生地が持つ独特の感触を楽しむ、という側面も無視することは出来ない。人間の肌の感触とは一線を画した触感で全身が覆われるという方向性や、薄い生地で身体を覆うことによって発生する体温感覚の変容は、ラバーフェチなどに見られる「第二の皮膚」的感覚と親和性が高く、外見的な特徴から全身タイツにフェティシズムを感じなかった層が、一度袖を通して初めてその触感に気づき、全身タイツの魅力を体感するという事例も多い。このようなことから、他のフェチと比べて後天性的な立場で全身タイツフェチを自認する層が一定数存在するのも、全身タイツフェチの大きな特徴の一つである。
現在では、日本、イギリス、ドイツ、アメリカの四カ国を中心に愛好者やコミュニティが存在する。特に活動が活発なのが日本で、推定される愛好者の数は500～1,000人。大規模な任意団体が複数あり、オフラインパーティも各所で行われている。他の諸国ではインターネット上でのコミュニケーションが主流だが、アメリカやドイツでは、イベントやオフラインパーティの開催を行っている所もある。

## 来歴
頭部を覆った、フェティシズムの充足を目的とした全身タイツは、1980年代初頭にその存在が日本のポルノ雑誌に読者投稿の形で掲載され、1992年に発表された写真集「BODY DISCIPLINE」（山崎シンジ・フールズメイト）には全身タイツを着た女性の写真が公開されている。
1994年頃より、日本の愛好者がパソコン通信（主にニフティサーブ）やインターネット（当初はネットニュース、後にWorld Wide Web）へ活動の舞台を移したのを端緒として急速にコミュニティの形成が進み、併せてインターネットを通じてその存在が世界的に広まった。
1996年頃、雑誌フライデー（講談社）に全身タイツを着た男女数名の写真が掲載された。おそらくこれが日本の大手メディアに登場した初の事例と思われる。全身タイツ専門のパーティの模様を撮影したものと銘打たれていたが、実際に開催されたパーティの模様を撮影したかどうかは不明。
2003年には、テレビ朝日のテレビ番組「タモリ倶楽部」に題材として取り上げられ、数名の愛好者が出演、活動内容などを紹介し、司会者のタモリに全身タイツを進呈した。その他、2004年にテレビ東京の裏ジャニ、TBSのPooh!、オオカミ少年などの番組で同様な全身タイツフェチの活動が取り上げられるなど、複数のテレビ番組で全身タイツが紹介されている。